# Profesor Baltazar
Profesor Baltazar je hrvaška animirana humoristična serija, posneta med 1967 in 1978 v Zagreb filmu. Skupno je imela 59 delov, dolgih od 5 do 10 minut.
Serija je do danes ostala najbolj prepoznavni in najuspešnejši projekt t.i. zagrebške šole animiranega filma. Avtor grafične podobe lika profesorja Baltazarja je bil hrvaški avtor animiranih filmov in karikaturist Zlatko Grgić (*1931 †1988). V celotnem projektu je sodelovala ekipa dvajseterih, med katerimi so izstopali še Ante Zaninović, Pavao Štalter, Boris Kolar, Milan Blažeković in Zlatko Bourek. Glasbo, vključno s prepoznavno naslovno melodijo, je napisal Tomica Simović. Simpatičnemu liku znanstvenika, ki rešuje probleme svojih someščanov s pomočjo domišljije in znanosti, je dal ime Pavao Štalter.
Serija je postala zelo popularna na celotnem območju tedanje Jugoslavije, solidno pa se je prodajala tudi v tujini. Pripoved animiranih »risank« je zasnovana na neobičajnem znanstveniku profesorju Baltazarju, ki s pomočjo svojih izumov rešuje probleme in izboljšuje življenje svojih someščanov v mestu Baltazargradu. Za serijo je značilno tudi, da liki v zgodbi nimajo lastnega besedila, temveč dogajanje opisuje pripovedovalec.
Leta 2005 so pričeli s snemanjem novih delov te na Hrvaškem že kultne serije. Prvi del nove serije je bil premierno prikazan v septembru 2019.

## Imena delov
(v hrvaščini):

### Sezona 1
- Izumitelj cipela
- Hanibalove Alpe
- Horacijev uspon i pad
- Leteći Fabijan
- Maestro Koko
- Martin na vrhu
- O mišu i satovima
- Rođendanska priča
- Sreća u dvoje
- Tetke Pletke
- Viktorov jajomat
- Vjetrovita priča
- Zvjezdani kvartet

### Sezona 2
- Alfred noćni čuvar
- Bim-Bum
- Čudotvorni kolač
- Doktor za životinje
- Duga Profesora Baltazara
- Figaro Hop
- Krojač Silvestar
- Ledeno vruće
- Lutke bez kose
- Oblačna priča
- Problem nespretnosti
- Zvonko sa zvonika
- Najveći snjegović

### Sezona 3
- Amadeusove Uši
- Drama oko cvijeća
- Gusarski problem
- Lavlje nevolje
- Maxol
- Neman Fu-Fu
- Oblačno sa Svađavinama
- Pepino Cicerone
- Pingvin Čarli
- Stonožica Bosica
- Svirka za Mirka
- Vatrogasna priča
- Veseli most

### Sezona 4
- Baltazarova ljubav
- Baltazarov sat
- Duhovita priča
- Dva cilindra
- Hik
- Izgubljeni zec
- Igrati se lovice
- Klaun Danijel
- Obućar Kroko
- Operna zvijezda
- Pingvin Axel
- Posao je posao
- Ptica
- Sportski život
- Šampion
- Ulični svirači
- Veliko hrkanje
- Violeta i Franc
- Vjetrenjača
- Zrak

## Nagrade
Serija je leta 1969 dobila nagrado Srebrni lev v Benetkah. Istega leta je prejela tudi nagrado srebrni Hugo v Chicagu, ter nagrado na festivalu v Trstu. Leta 1970 je prejela nagrado v Romuniji in v San Sebastianu.